# 알렉산더 파리긴
알렉산더 파리긴(영어: Alexander Parygin, 1973년 4월 25일~)은 카자흐스탄 출신 오스트레일리아의 근대5종 선수로 본명은 알렉산드르 블라디미로비치 파리긴(러시아어: Алекса́ндр Влади́мирович Пары́гин)이다. 카자흐스탄과 오스트레일리아 국가대표 선수로 활동하며 1996년 하계 올림픽 개인전에서 금메달을 획득했다.

## 경력
1996년 애틀랜타에서 열린 1996년 하계 올림픽에서 러시아의 예두아르트 제놉카와 헝가리의 머르티네크 야노시를 꺾으며, 금메달을 획득했다. 이는 카자흐스탄 근대5종 최대의 성과였으나 그의 재능을 탐낸 오스트레일리아 근대5종 국가대표 출신인 알렉스 왓슨의 권유로 1997년에 아내와 아들을 데리고 오스트레일리아로 이주했다. 이에 카자흐스탄 대통령인 누르술탄 나자르바예프가 카자흐스탄에 계속 남아줄 것을 요청했으나 거절했다.
이후 1999년에 오스트레일리아 국적을 취득하여 오스트레일리아 국가대표 선수로 활동했기 시작했다. 2000년에 오스트레일리아 시드니에서 열린 2000년 하계 올림픽에는 대표 선발에서 탈락하여 참가하지 못했다. 2004년 아테네에서 열린 2004년 하계 올림픽에서 종합 27위를 했다. 2008년 베이징에서 열리는 2008년 하계 올림픽 출전권을 획득했으나 영국 대표팀이 파리긴이 올림픽 출전에 필요한 최소한의 조건을 충족하지 못했다고 의혹을 제기하며 영국과 오스트레일리아 양국의 근대5종 연맹이 법적 분쟁을 일어났다. 이후 스포츠 중재 재판소에서는 파리긴은 베이징 올림픽에 참가할 수 없다고 판단하여 그의 올림픽 참가는 취소되었다. 
은퇴 후에도 오스트레일리아에 머물며 현재 멜버른에 거주하고 있다.